# Tynwald Hill

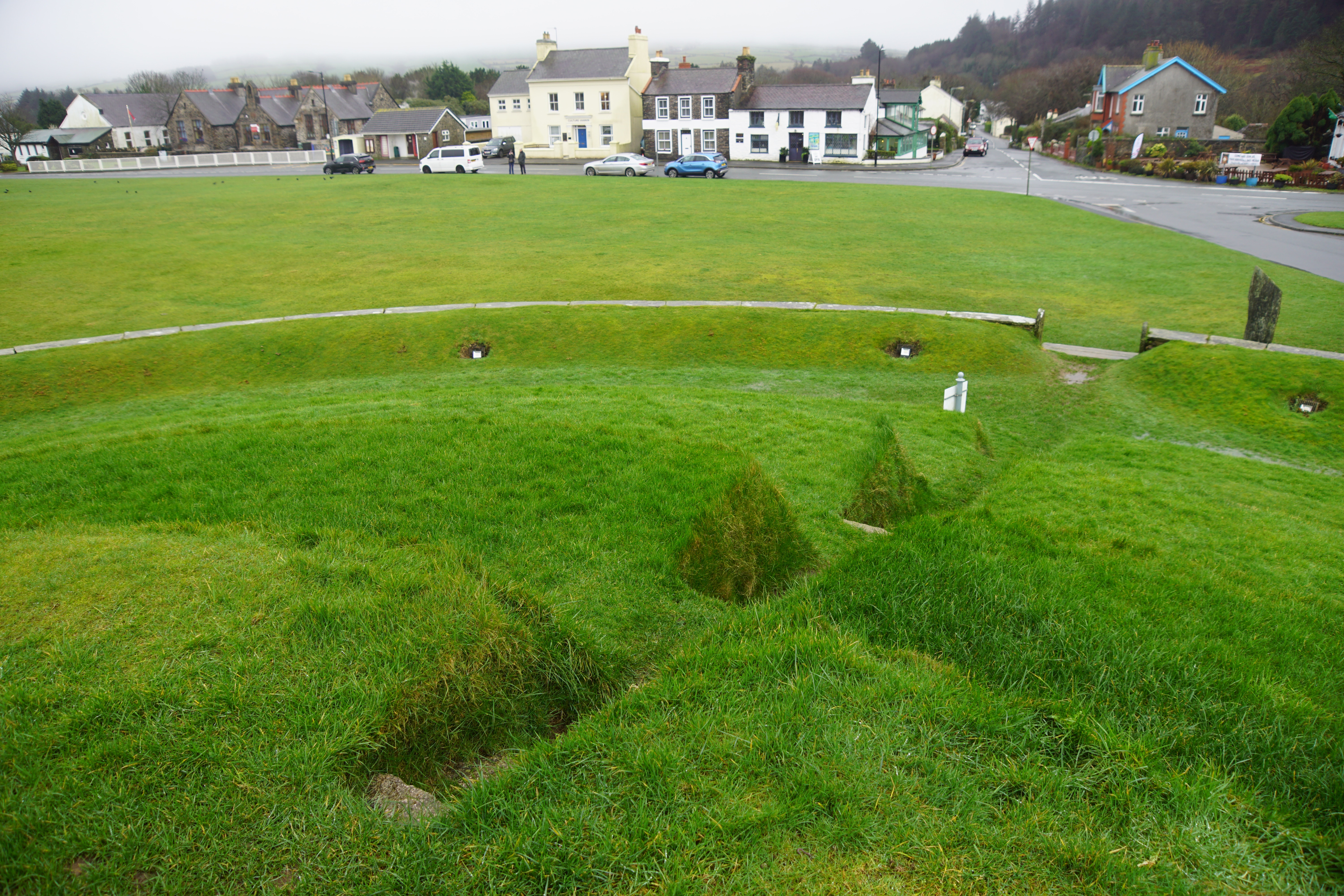
De heuvel bestaat uit vier aangelegde terrassen.

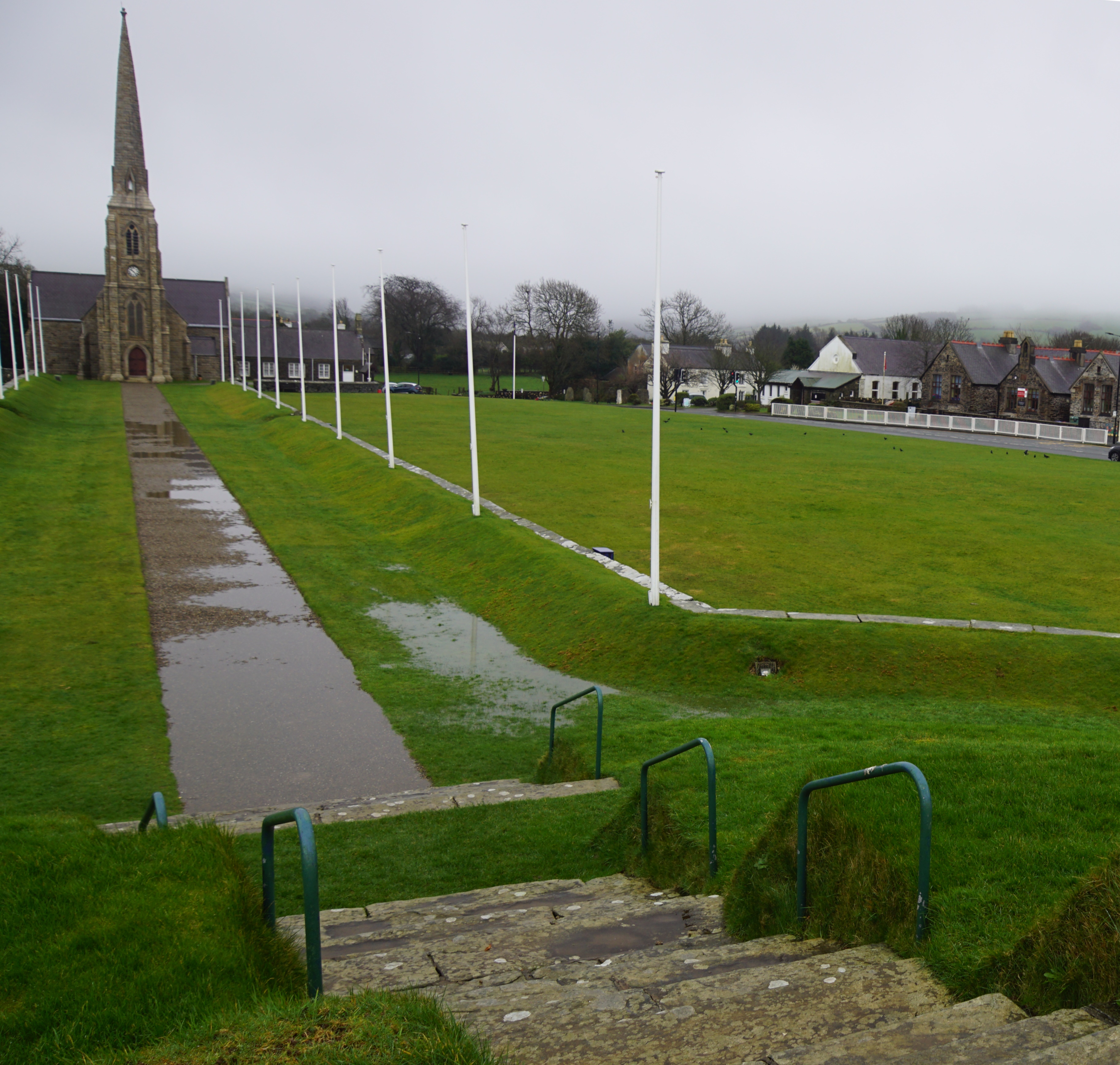
Aan de oostzijde loopt de ceremoniële weg naar St John's Chapel.

Tynwald Hill is een opgeworpen heuvel, die oorspronkelijk een grafheuvel uit de bronstijd kan zijn, en zeker vanaf 1417 fungeert als plaats van samenkomst van de Tynwald, gelegen in St John's in de parish German op het eiland Man.
De heuvel vormt een geheel met de fairfield, St John's Chapel en het nationale oorlogsmonument.

## Etymologie
Tynwald is afgeleid van het Scandinavische Þingvǫllr, dat ontmoetingsplek betekent. Het is de locatie waar de Þing bijeenkwam.

## Geschiedenis
De oudste beschrijving van de Tynwald stamt uit 1417. De hierarchische structuur van dit parlement wordt gereflecteerd in de vorm van de heuvel Tynwalld Hill. Deze heuvel wordt sinds de Vikingtijd gebruikt als plaats van samenkomst voor het 'parlement' op de oude midzomerdag (5 juli). Traditioneel wordt verteld dat de heuvel is samengesteld van grond uit alle parishes van het eiland.
Er zijn theorieën dat deze heuvel werd aangelegd op een bestaande grafheuvel uit de bronstijd, vergelijkbaar met de aan de westzijde gelegen Giant's Grave.

## Beschrijving
Tynwald Hill ligt iets ten westen van het geografische midden van het eiland Man, waar de weg van noord naar zuid de weg van oost naar west kruist.
Tynwald Hill is gelegen aan de westzijde van de centrale vallei op een verhoging in het landschap tussen de rivier de Neb en haar zijrivieren en wordt geflankeerd door Sliea Whallian en Beary Mountain. 
Tynwald Hill is omringd door een greppel met daaromheen een opgeworpen aarden wal; dit wordt de fairfield genoemd. De fairfield had oorspronkelijk vier toegangen, elk voorzien van een staande steen. Binnen de fairfield ligt de heuvel die rondom is voorzien van vier artificiële aarden terrassen die kleiner worden naar boven toe. Aan de oostzijde bevindt zich een ceremoniële trap, een simpelere trap is aanwezig aan de zuidzijde. Vanaf de oostzijde van Tynwald Hill loopt een rechte ceremoniële weg naar de westelijke toegang van St John's Chapel. Het gehele complex van Tynwald Hill, de ceremoniële weg en de kapel is omringd door een stenen omwalling en beslaat een haltervormig terrein. Deze weg en omwalling werd zo aangelegd in 1847 toen de kapel werd gebouwd ter vervanging van een oudere kerk uit 1577, al herbouwd in 1699-1704; het verving ook vroegere omwallingen. Halverwege de ceremoniële weg werd in 1923 aan de noordzijde het nationale oorlogsmonument van Man geplaatst. Het monument is een soortement Iers-keltisch kruis naar ontwerp van P.M.C. Kermode.

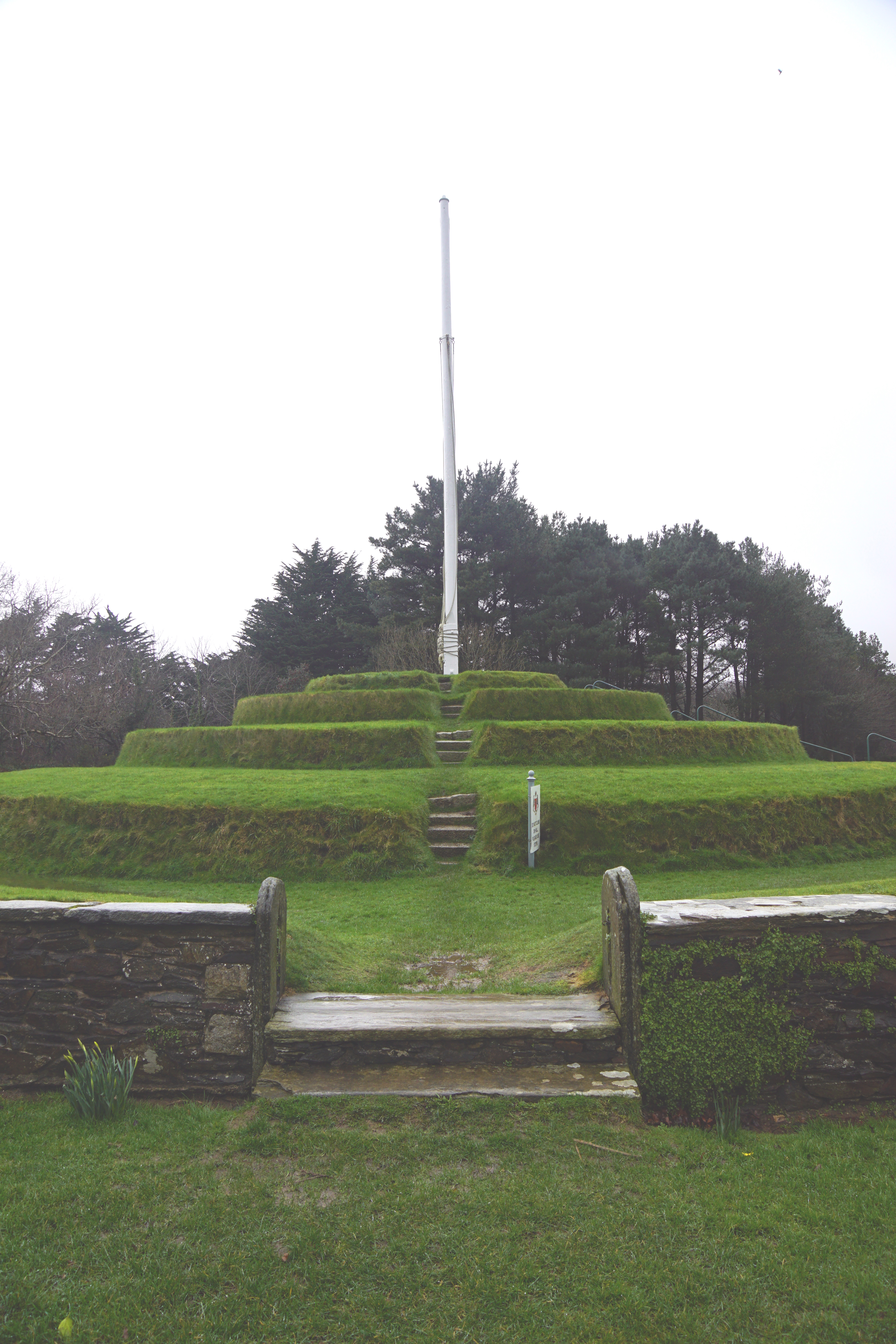
De zuidelijke toegang.
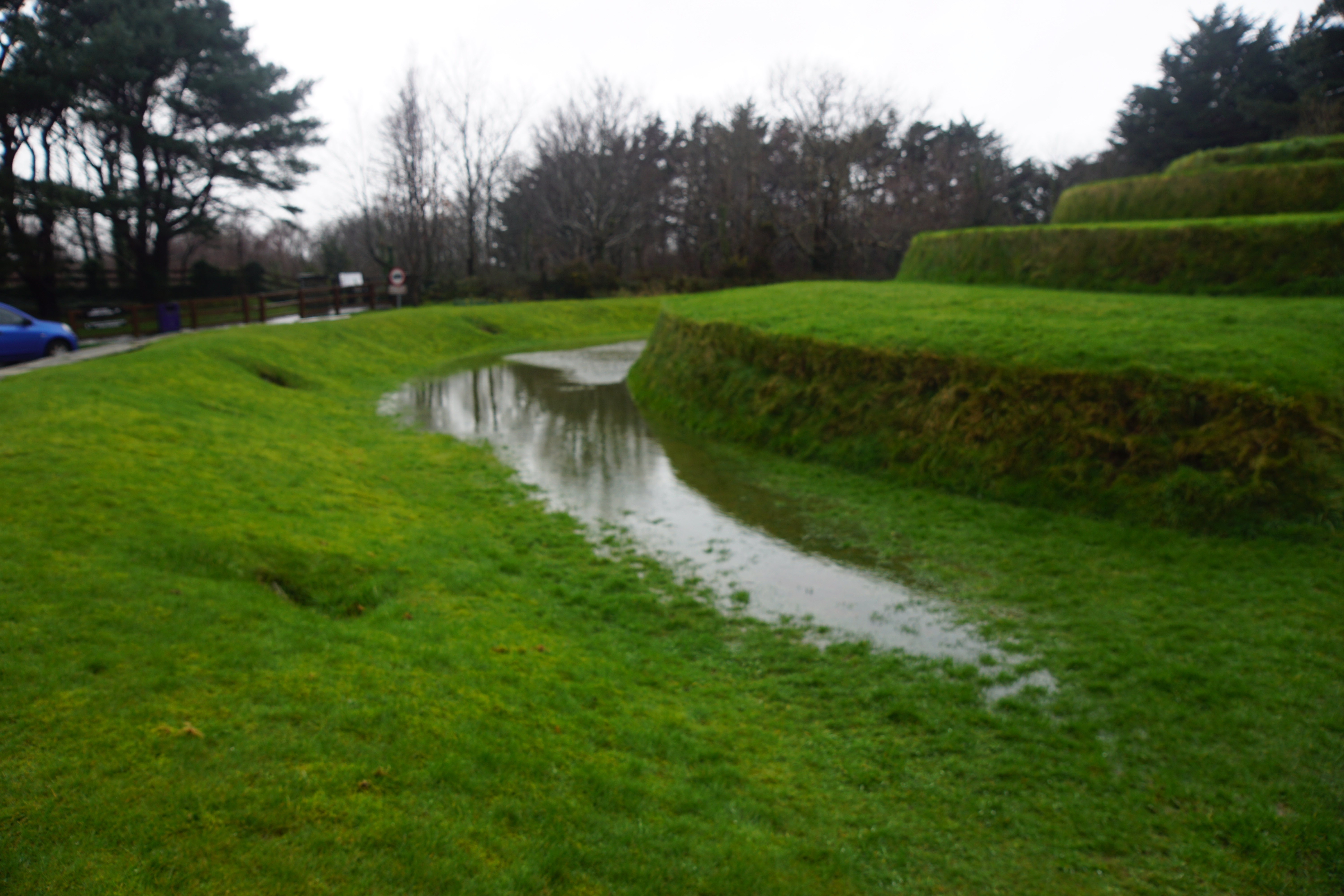
De greppel in de fairfield aan de voet van de heuvel.
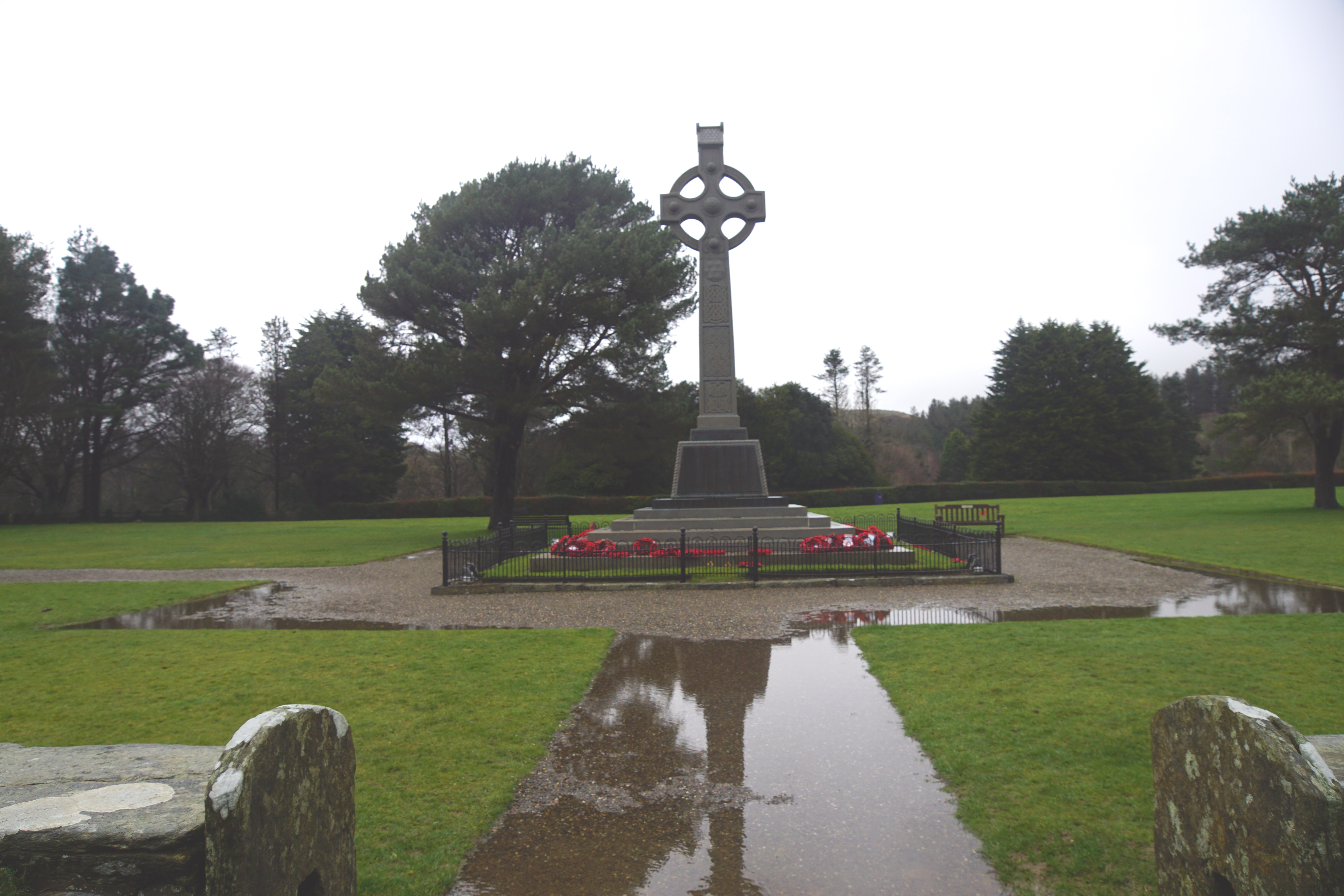
Nationale oorlogsmonument.